# Copa Intertoto de la UEFA 2002
La Copa Intertoto de la UEFA 2002 va ser la 42a edició de la Copa Intertoto i la 8a des que l'organitza la UEFA.

## Primera ronda
| Equip 1                 | Global | Equip 2               | Anada | Tornada |
| ----------------------- | ------ | --------------------- | ----- | ------- |
| Rijeka                  | 3–3(c) | St Patrick's Athletic | 3–2   | 0–1     |
| Lokeren                 | 5–4    | WIT Georgia           | 3–1   | 2–3     |
| Santa Clara             | 5–3    | Shirak                | 2–0   | 3–3     |
| BATE Borisov            | 3–0    | AB                    | 1–0   | 2–0     |
| Obilić                  | 2–3    | Haka                  | 1–2   | 1–1     |
| Zürich                  | 8–2    | Brotnjo               | 7–0   | 1–2     |
| Gloria Bistrița         | 2–0    | Union Luxemburg       | 2–0   | 0–0     |
| Trencin                 | 3–6    | Slaven Belupo         | 3–1   | 0–5     |
| Constructorul Cioburciu | 0–4    | Synot                 | 0–0   | 0–4     |
| Helsingborgs            | 1–0    | Koper                 | 1–0   | 0–0     |
| Budapest Honvéd         | 0–1    | Žalgiris              | 0–1   | 0–0     |
| St. Gallen              | 11–1   | B68 Toftir            | 5–1   | 6–0     |
| Zagłębie Lubin          | 1–2    | Dinaburg              | 1–1   | 0–1     |
| Brno                    | 1–6    | F.C. Ashdod           | 0–5   | 1–1     |
| Enosis Neon Paralimni   | 1–5    | Bregenz               | 0–2   | 1–3     |
| União de Leiria         | 2–4    | Levadia               | 0–3   | 2–1     |
| Valletta                | 1–2    | Teuta                 | 1–2   | 0–0     |
| Coleraine               | 7–2    | Sant Julià            | 5–0   | 2–2     |
| Marek                   | 3–1    | Caersws               | 2–0   | 1–1     |
| Cementarnica 55         | 3–4    | FH                    | 1–3   | 2–1     |

## Segona ronda
| Equip 1         | Global | Equip 2               | Anada | Tornada |
| --------------- | ------ | --------------------- | ----- | ------- |
| Slaven Belupo   | 3–0    | Belenenses            | 2–0   | 1–0     |
| Coleraine       | 2–4    | Troyes                | 1–2   | 1–2     |
| 1860 Múnic      | 0–5    | BATE Borisov          | 0–1   | 0–4     |
| Vila-real       | 4–2    | FH                    | 2–0   | 2–2     |
| Fulham          | (c)1–1 | Haka                  | 0–0   | 1–1     |
| Sochaux         | 4–1    | Žalgiris              | 2–0   | 2–1     |
| Gent            | (c)3–3 | St Patrick's Athletic | 2–0   | 1–3     |
| Stuttgart       | 3–0    | Lokeren               | 2–0   | 1–0     |
| Torino          | 2–1    | Bregenz               | 1–0   | 1–1     |
| Krylia Sovetov  | 4–0    | Dinaburg              | 3–0   | 1–0     |
| Teplice         | 9–2    | Santa Clara           | 5–1   | 4–1     |
| Willem II       | 2–1    | St. Gallen            | 1–0   | 1–1(pr) |
| Zürich          | 1–0    | Levadia               | 1–0   | 0–0     |
| Synot           | 4–2    | Helsingborgs          | 4–0   | 0–2     |
| Gloria Bistrița | 3–1    | Teuta                 | 3–0   | 0–1     |
| F.C. Ashdod     | 1–2    | Marek                 | 1–1   | 0–1     |

## Tercera ronda
| Equip 1         | Global | Equip 2       | Anada | Tornada |
| --------------- | ------ | ------------- | ----- | ------- |
| Krylia Sovetov  | 3–3(c) | Willem II     | 3–1   | 0–2     |
| NAC             | 1–1(c) | Troyes        | 1–1   | 0–0     |
| Stuttgart       | 4–3    | Perugia       | 3–1   | 1–2     |
| Fulham          | 2–1    | Egaleo        | 1–0   | 1–1     |
| Gloria Bistrița | 0–3    | Lille         | 0–2   | 0–1     |
| Kaiserslautern  | 2–5    | Teplice       | 2–1   | 0–4     |
| Bologna         | 2–0    | BATE Borisov  | 2–0   | 0–0     |
| Málaga          | 4–1    | Gent          | 3–0   | 1–1     |
| Marek           | 1–6    | Slaven Belupo | 0–3   | 1–3     |
| Synot           | 0–3    | Sochaux       | 0–3   | 0–0     |
| Torino          | 2–2(p) | Vila-real     | 2–0   | 0–2     |
| Zürich          | 2–3    | Aston Villa   | 2–0   | 0–3     |

## Quarta ronda
| Equip 1   | Global | Equip 2       | Anada | Tornada |
| --------- | ------ | ------------- | ----- | ------- |
| Fulham    | 3–0    | Sochaux       | 1–0   | 2–0     |
| Lille     | 3–1    | Aston Villa   | 1–1   | 2–0     |
| Stuttgart | 3–1    | Slaven Belupo | 2–1   | 1–0     |
| Vila-real | 3–0    | Troyes        | 0–0   | 3–0     |
| Málaga    | 3–1    | Willem II     | 2–1   | 1–0     |
| Bologna   | 8–2    | Teplice       | 5–1   | 3–1     |

## Cinquena ronda
| Equip 1   | Global | Equip 2   | Anada | Tornada |
| --------- | ------ | --------- | ----- | ------- |
| Vila-real | 1–2    | Málaga    | 0–1   | 1–1     |
| Bologna   | 3–5    | Fulham    | 2–2   | 1–3     |
| Lille     | 1–2    | Stuttgart | 1–0   | 0–2     |